# Grimpoteuthis wuelkeri
Grimpoteuthis wuelkeri là một loài bạch tuộc trong họ Opisthoteuthidae.